# Fritz Buchloh
Fritz Buchloh (né le 26 novembre 1909 à Mülheim an der Ruhr et mort le 22 juillet 1998 dans la même ville) était un footballeur et entraîneur allemand.

## Biographie
En tant que gardien, Fritz Buchloh fut international allemand à 17 reprises (1932-1936). Il fit partie des joueurs sélectionnés pour les coupes du monde 1934 et 1938, mais il ne joua aucun match. Il termina troisième du tournoi en 1934. Il fit les JO 1936, en étant titulaire contre le Luxembourg, mais ne jouant pas en quarts contre la Norvège. L'Allemagne est éliminée à ce stade de la compétition.
Il joua dans trois clubs allemands (VfB Speldorf, Hertha BSC Berlin et Schwarz-Weiss Essen), remportant deux fois la Bezirksklasse Niederrhein.
Il fut le sélectionneur de l'Islande et l'entraîneur ensuite du Schwarz-Weiss Essen mais il ne remporta rien.

## Palmarès
- Coupe du monde de football
  - Troisième en 1934
- Bezirksklasse Niederrhein
  - Champion en 1934 et en 1935
- Gauliga Berlin-Brandenburg
  - Vice-champion en 1939